# Poznańskie Autobusy
Poznańskie Autobusy S.A. - przedsiębiorstwo miejskiej komunikacji autobusowej działające od 1922 w Poznaniu.
Na początku XX wieku podstawowym środkiem komunikacji miejskiej w Poznaniu były tramwaje. Dynamiczny rozwój peryferyjnych dzielnic i brak środków finansowych na rozbudowę sieci tramwajowej sprawił, że już w 1912 roku radni miejscy pojęli próby uruchomienia komunikacji autobusowej, która miała wypełnić luki komunikacyjne w mieście. Pierwszą firmą, która otrzymała koncesję na otwarcie linii autobusowych w Poznaniu było przedsiębiorstwo Poznańskie Autobusy S.A., założone przez Klementynę Śliwińską - pionierkę automobilizmu polskiego i pierwszą Wielkopolankę, która uzyskała prawo jazdy. Przedsiębiorstwo planowało zakup przynajmniej dwudziestu pojazdów marki Praga. Licencja na przewozy obowiązywała do 1942. Planowano uruchomienie dziesięciu linii miejskich i jednej podmiejskiej do Ludwikowa przez Puszczykowo. Kryzys finansowy początku lat dwudziestych sprawił, że do uruchomienia linii nie doszło. 1 listopada 1925 wyruszyły na trasy autobusy Poznańskiej Kolei Elektrycznej i tę datę uznaje się za początek regularnej komunikacji autobusowej w Poznaniu.